# Elsdorf, Rheinland
Elsdorf là một đô thị ở Rhein-Erft-Kreis, trong Nordrhein-Westfalen, Đức. Đô thị này tọa lạc khoảng 5 km về phía tây nam của Bergheim and 30 km về phía tây của Köln.